# Liste der Bodendenkmäler in Zeitlarn
Auf dieser Seite sind die Bodendenkmäler in der Oberpfälzer Gemeinde Zeitlarn zusammengestellt. Diese Tabelle ist eine Teilliste der Liste der Bodendenkmäler in Bayern. Grundlage ist die Bayerische Denkmalliste, die auf Basis des Bayerischen Denkmalschutzgesetzes vom 1. Oktober 1973 erstmals erstellt wurde und seither durch das Bayerische Landesamt für Denkmalpflege geführt wird. Die folgenden Angaben ersetzen nicht die rechtsverbindliche Auskunft der Denkmalschutzbehörde.

## Bodendenkmäler der Gemeinde Zeitlarn

### Bodendenkmäler in der Gemarkung Grünthal II
| Lage                   | Objekt                                              | Akten-Nr.     | Bild |
| ---------------------- | --------------------------------------------------- | ------------- | ---- |
| Grünthal II (Standort) | Siedlung vor- und frühgeschichtlicher Zeitstellung. | D-3-6938-0003 |      |

### Bodendenkmäler in der Gemarkung Hainsacker
| Lage                  | Objekt                                                              | Akten-Nr.     | Bild |
| --------------------- | ------------------------------------------------------------------- | ------------- | ---- |
| Hainsacker (Standort) | Vorgeschichtlicher Bestattungsplatz mit mindestens vier Grabhügeln. | D-3-6938-0531 |      |

### Bodendenkmäler in der Gemarkung Hauzenstein
| Lage                   | Objekt                                                                                          | Akten-Nr.     | Bild |
| ---------------------- | ----------------------------------------------------------------------------------------------- | ------------- | ---- |
| Hauzenstein (Standort) | Bestattungsplatz der Bronzezeit, Hallstatt- und Frühlatènezeit mit teils verebneten Grabhügeln. | D-3-6838-0012 |      |
| Hauzenstein (Standort) | Vorgeschichtliche Siedlung.                                                                     | D-3-6838-0013 |      |

### Bodendenkmäler in der Gemarkung Regendorf
| Lage                 | Objekt | Akten-Nr.     | Bild |
| -------------------- | --- | ------------- | ---- |
| Regendorf (Standort) | Steinzeitliche Siedlung. | D-3-6938-0543 |      |
| Regendorf (Standort) | Mesolithische Freilandstation, Siedlung vor- und frühgeschichtlicher Zeitstellung.                                                                                     | D-3-6938-0544 |      |
| Regendorf (Standort) | Archäologische Befunde des Mittelalters und der frühen Neuzeit im Bereich des Schlosses von Regendorf, darunter die Spuren von Vorgängerbauten bzw. älterer Bauphasen. | D-3-6938-1089 |      |

### Bodendenkmäler in der Gemarkung Zeitlarn
| Lage                | Objekt | Akten-Nr.     | Bild |
| ------------------- | --- | ------------- | ---- |
| Zeitlarn (Standort) | Vorgeschichtliche Siedlung. | D-3-6838-0051 |      |
| Zeitlarn (Standort) | Mesolithische Freilandstation, vorgeschichtliche Siedlung. | D-3-6838-0082 |      |
| Zeitlarn (Standort) | Mittelpaläolithische Freilandstation. | D-3-6938-0011 |      |
| Zeitlarn (Standort) | Mittelpaläolithische Freilandstation. | D-3-6938-0012 |      |
| Zeitlarn (Standort) | Hallstattzeitliches Gräberfeld mit verebneten Grabhügeln und kleinen Brandgräbern, spätlatènezeitliches Grabenwerk, frühmittelalterlicher Bestattungsplatz.                                          | D-3-6938-0013 |      |
| Zeitlarn (Standort) | Mesolithische Freilandstation, Siedlung der Bronzezeit. | D-3-6938-0541 |      |
| Zeitlarn (Standort) | Siedlung vor- und frühgeschichtlicher Zeitstellung. | D-3-6938-0546 |      |
| Zeitlarn (Standort) | Siedlung und Grabenwerk vor- und frühgeschichtlicher Zeitstellung. | D-3-6938-0547 |      |
| Zeitlarn (Standort) | Siedlung vor- und frühgeschichtlicher Zeitstellung. | D-3-6938-0548 |      |
| Zeitlarn (Standort) | Verebnete vorgeschichtliche Grabhügel. | D-3-6938-0549 |      |
| Zeitlarn (Standort) | Siedlung vor- und frühgeschichtlicher Zeitstellung. | D-3-6938-0550 |      |
| Zeitlarn (Standort) | Wüstung des Mittelalters und der frühen Neuzeit. | D-3-6938-0556 |      |
| Zeitlarn (Standort) | Metallzeitliche Siedlung. | D-3-6938-0575 |      |
| Zeitlarn (Standort) | Archäologische Befunde des Mittelalters und der frühen Neuzeit im Bereich der katholischen Pfarrkirche St. Bartholomäus in Zeitlarn, darunter die Spuren von Vorgängerbauten bzw. älterer Bauphasen. | D-3-6938-1087 |      |
| Zeitlarn (Standort) | Mesolithische Freilandstation, Siedlung oder Gräber der Spätbronzezeit. | D-3-6938-1094 |      |